# Maurice Jouvet
Maurice Jouvet (Hendaya, 3 de febrero de 1923 - Buenos Aires, 5 de marzo de 1999) fue un actor francés, de amplia trayectoria en el cine y la televisión de Argentina.

## Biografía
Emigró a Argentina en 1935, cuando tenía 12 años de edad. 
No es descendiente de 
Louis Jouvet
 Archivado el 9 de julio de 2021 en Wayback Machine.
Pionero de la televisión argentina, fue dirigido por directores como Manuel Antín, Rodolfo Kuhn o Héctor Olivera, en títulos importantes como Los venerables todos, Pajarito Gómez y La Patagonia rebelde. Durante años fue una figura convocada frecuentemente en telecomedias.
Se casó en segundas nupcias con la actriz Nelly Beltrán (1925-2007) a quien conoció  cuando actuaron juntos en el Teatro Odeón en la obra "La tercera palabra", protagonizada por Elina Colomer. Junto a Nelly fue padre de su tercera hija, la actriz Mónica Jouvet (1955-1981), quien falleció a consecuencia de un accidente automovilístico.

## Filmografía
- 1942: Bajó un ángel del cielo.
- 1942: Claro de luna.
- 1943: Punto negro.
- 1947: Mirad los lirios del campo.
- 1953: Fin de mes.
- 1954: Maleficio (episodio argentino).
- 1955: La mujer desnuda.
- 1956: Enigma de mujer, como Valentín
- 1962: Bajo un mismo rostro.
- 1962: La cifra impar.
- 1962: Los venerables todos (no estrenada comercialmente).
- 1962: Propiedad.
- 1963: Rata de puerto, como el Rumano.
- 1964: Así o de otra manera.
- 1964: Canuto Cañete y los 40 ladrones, como el secretario.
- 1964: Con gusto a rabia, como el profesor.
- 1964: El octavo infierno, cárcel de mujeres, como Pardo
- 1964: Máscaras en otoño (no estrenada comercialmente).
- 1965: Ahorro y préstamo para el amor.
- 1965: Canuto Cañete, detective privado, como Baltazar.
- 1965: Pajarito Gómez, una vida feliz.
- 1966: La buena vida.
- 1966: Escala musical.
- 1966: La gorda.
- 1966: Vivir es formidable.
- 1967: Coche cama, alojamiento, como Javier.
- 1967: La Cigarra está que arde.
- 1968: Destino para dos.
- 1968: La casa de Madame Lulú.
- 1968: Ufa con el sexo (inédita), como Mr. Eliot.
- 1968: Villa Cariño está que arde.
- 1969: Blum.
- 1969: Deliciosamente amoral.
- 1972: Autocine mon amour.
- 1972: Nino.
- 1974: En el gran circo, como Molina.
- 1974: La Patagonia rebelde, como don Federico.
- 1974: Los gauchos judíos, como Israel Kaufman
- 1975: Más allá del sol.
- 1976: Don Carmelo Il Capo.
- 1977: Los superagentes biónicos.
- 1978: El divorcio está de moda (de común acuerdo).
- 1979: Custodio de señoras.
- 1980: Comandos azules, como Nicolái Pushkin.
- 1981: La magia de Los Parchís, como Villegas.
- 1982: Las aventuras de los Parchís.
- 1984: Todo o nada, como el librero.
- 1987: La clínica del Dr. Cureta.
- 1987: Los taxistas del humor (episodio «El mago francés»).
- 1990: Negra medianoche (inédita).
- 1991: Ya no hay hombres.
- 1991: Manuela como Benigno#1
- 1996: El mundo contra mí.

## Televisión
- Risas y son...risas (1963)
- La baranda (1969)
- Hupumorpo (1974)
- Clave de Sol (1987-1991)
- Amor gitano (1982)
- Porcel para todos (1982)
- Verónica: el rostro del amor (1982)
- Pasiones (1988)
- Manuela (1991)
- Regalo del Cielo (1991)
- Son de Diez (1993)
- Verdad Consecuencia (1996)
- Como pan caliente (1996)
- Lo tuyo es mío (1998)